# Simonshaven en Biert
De Polder Simonshaven en Biert was een waterschap in de gemeente Nissewaard (voorheen Geervliet en daarna Bernisse) in de Nederlandse provincie Zuid-Holland. Het was in 1858 gevormd uit de Polder Biert en de polder Simonshaven uit het voormalige waterschap Simonshaven en Oud-Schuddebeurs.
Het waterschap was verantwoordelijk voor de waterhuishouding in de polders.